# إسبانيا في الألعاب الأولمبية الصيفية 1932
شارك إسبانيا في دورة الألعاب الأولمبية الصيفية 1932، التي أقيمت في لوس أنجلوس بالولايات المتحدة الأمريكية، في الفترة الممتدة من 30 يوليو حتى 14 أغسطس، بوفد قوامه 7 رياضيون جميعهم رجال في لعبتين.
حصد إسبانيا على ميدالية برونزية واحدة في هذه الدورة محتلاً المرتبة 26 في الترتيب النهائي بين 37 دولة مشاركة.

## قائمة الميداليات
| الميدالية | الرياضي               | المنافسة | المسابقة        |
| برونزية   | سانتياغو أمات كانسينو | الشراع   | Monotype - رجال |